# ۲۰۱۲ (فیلم)
۲۰۱۲ فیلمی فاجعه‌ای و حماسی و تخیلی محصول ۲۰۰۹ آمریکا و کانادا به کارگردانی رولند امریش است. این فیلم در ۱۳ نوامبر ۲۰۰۹ اکران شد.

## داستان
داستان فیلم ۲۰۱۲ مربوط به یک فاجعهٔ آخرالزمانی بر اساس پیشبینی تقویم مایا(پدیده ۲۰۱۲) است که بر نمایش مرگ زمین و یک تیم از بازماندگان این فاجعه تمرکز کرده‌است.

## انتقادات
گروهی از دانشمندان سازمان ملی هوانوردی و فضایی ایالات متحدهٔ آمریکا (ناسا)، این فیلم را ازنظر علمی «چرندترین فیلم تاریخ سینما» نامیدند.
گروه‌های مذهبی انتقادهای شدیدی از این فیلم کردند.